# Morta (reine de Lituanie)
Pour les articles homonymes, voir Morta.
Morta était la reine de Lituanie entre 1253 et 1262, femme de roi Mindaugas. Livländische Reimchronik temoigne sur sa vie en detail. Selon cette source, elle était très active en politique.
Elle a inspiré plusieurs artistes anciens et contemporains,,,,.